# Cintura di rocce verdi di Nuvvuagittuq

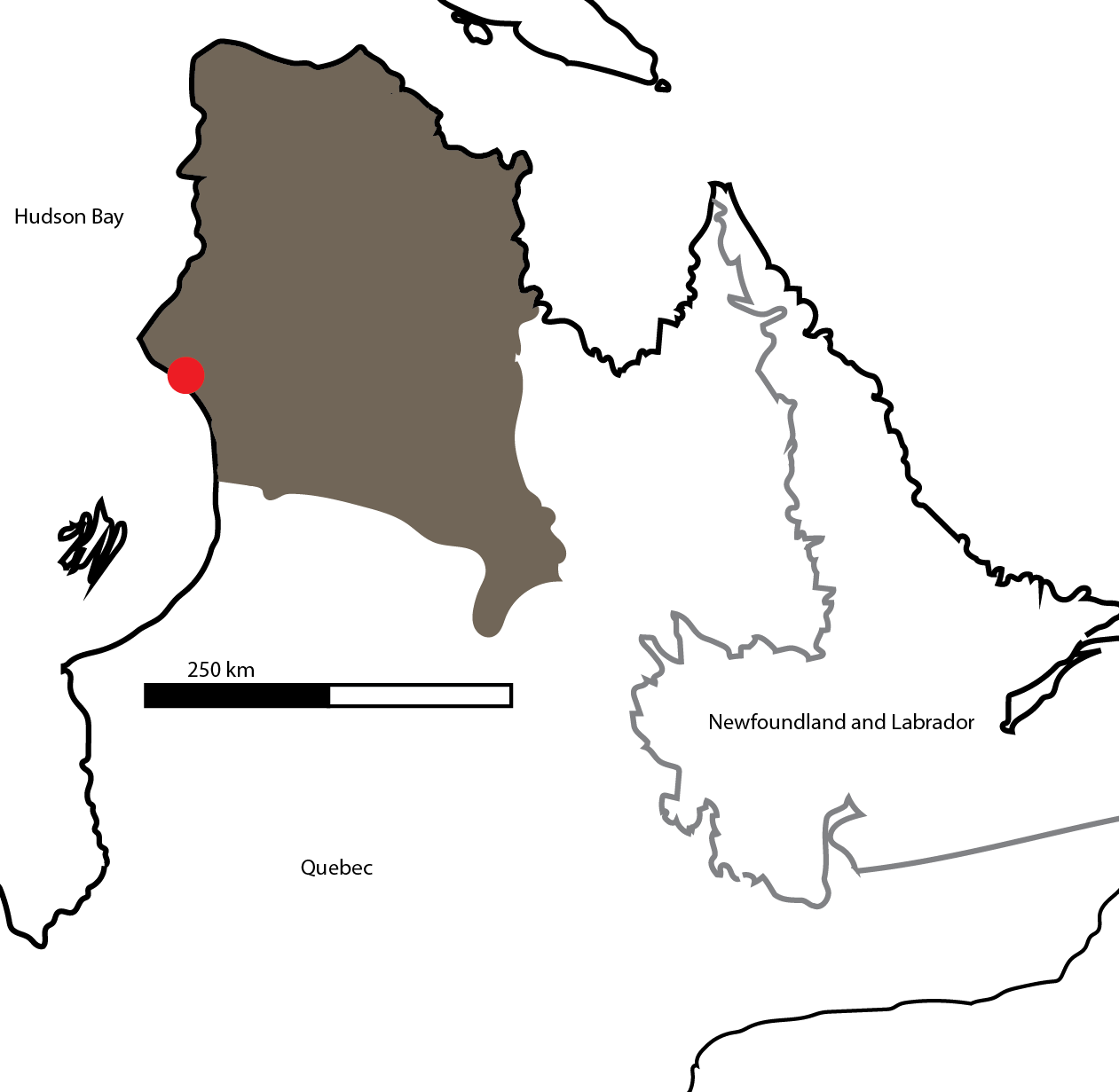
La localizzazione della cintura di rocce verdi di Nuvvuagittuq rispetto alla baia di Hudson, nel Canada, è evidenziata in rosso.

La cintura di rocce verdi di Nuvvuagittuq  è una sequenza di rocce vulcaniche metamorfizzate, da femiche a ultrafemiche, associate a rocce sedimentarie, situata nella parte orientale della baia di Hudson, 40 km a sudest del villaggio di Inukjuak, nella provincia canadese del Québec.
Le rocce hanno subito un forte processo di metamorfismo e sono tra le più antiche rocce della crosta terrestre, anche se la loro età è tuttora oggetto di dispute. Secondo uno studio le rocce della cintura di Nuvvuagittuq risalgono a 3,750 miliardi di anni fa, mentre un altro studio le data a 4,388 miliardi di anni fa.
Nel marzo 2017 è stata riportata l'evidenza della presenza in queste rocce di microorganismi fossili che potrebbero essere tra le più antiche forme di vita finora scoperte sulla Terra.

## Problematiche sulla datazione

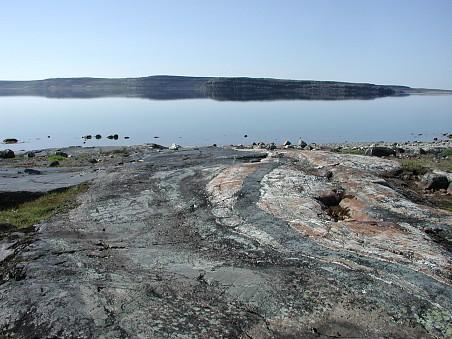
Un affioramento di rocce metamorfiche verdi di Nuvvuagittuq.

Nel 2007, utilizzando il metodo di datazione uranio-piombo sugli zirconi, la cintura di Nuvvuagittuq è stata datata a un minimo di 3,7 miliardi di anni. La misurazione è stata effettuata sui zirconi trovati all'interno delle intrusioni granitiche che tagliano porzioni della cintura e sono pertanto più recenti della struttura in cui intrudono. Questa misurazione è ampiamente accettata, anche se non permette di fissare l'età massima. 
Nel 2012, la tecnica di datazione samario-neodimio e il frazionamento isotopico del neodimio hanno prodotto un'età di 4,321 miliardi di anni per la cintura di Nuvvuagittuq. Il risultato è stato ottenuto datando le intrusioni di gabbro e misurando il frazionamento isotopico del neodimio nei membri meno deformati dell'unità di Ujaraaluk. Questa età farebbe della cintura di rocce verdi di Nuvvuagittuq la sede delle più antiche rocce conosciute sulla Terra.
Tuttavia altri studi condotti sempre nel 2012 su zirconi trovati nei detriti provenienti dagli scisti di quarzo-biotite della cintura, hanno prodotto un'età massima di 3,78 miliardi di anni. Quest'ultimo studio asserisce che l'età di 4,321 miliardi di anni riflette non l'età della cintura, quanto piuttosto il rapporto isotopico ereditato dalla crosta dell'Adeano che si è fusa per formare la roccia madre della cintura di rocce verdi.
Al marzo 2017 la questione non è stata ancora risolta.

## Geologia
La cintura di rocce verdi di Nuvvuagittuq è costituita da tre componenti principali:
- Cummingtonite, anfiboliti metamorfiche che formano la maggior parte della cintura
- Sill femici e ultrafemici che intrudono le anfiboliti
- Banded iron formation, rocce sedimentarie formatesi in acqua marina.